# Shreyansanath

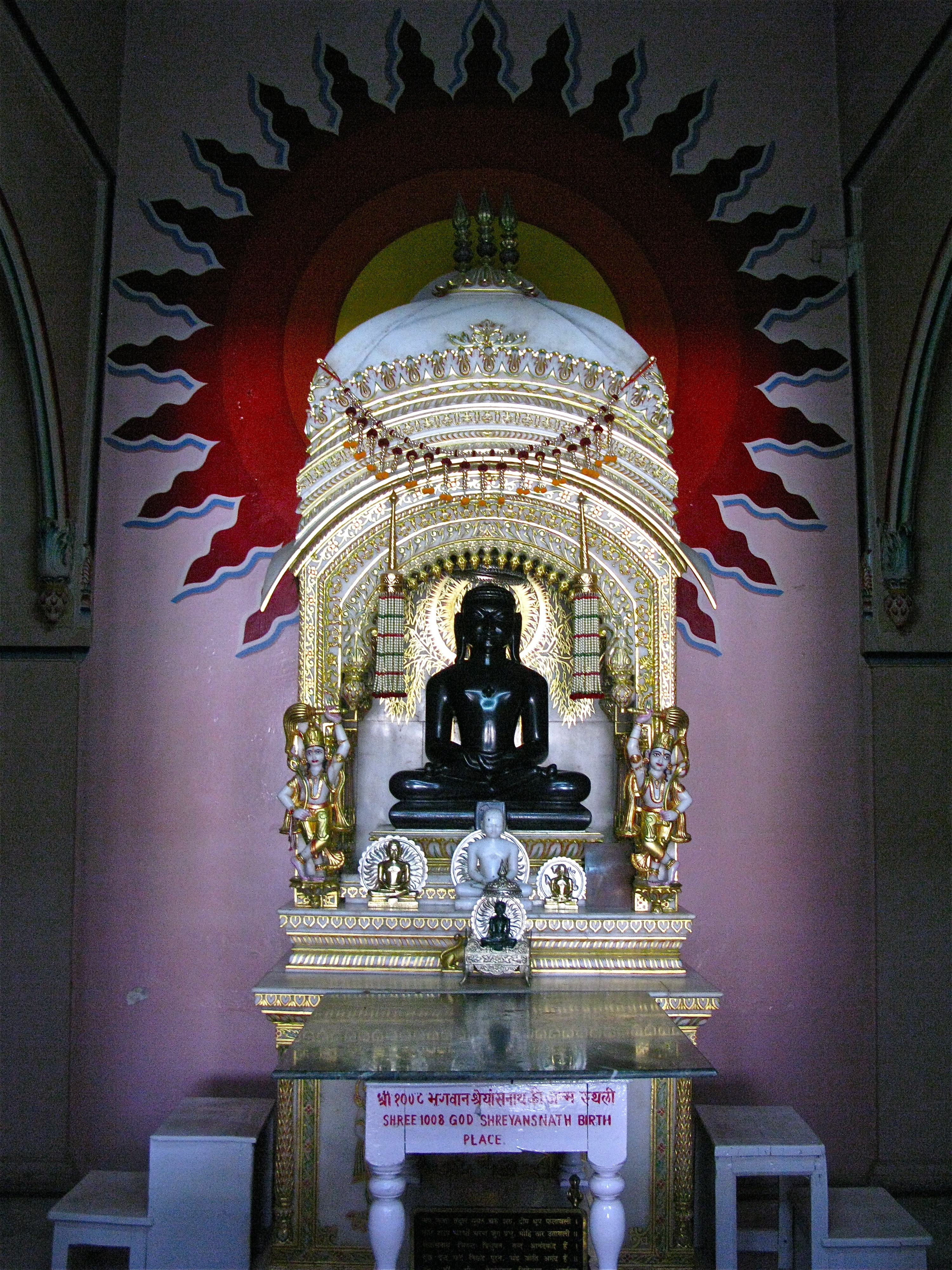
Shreyansanath dans un temple à son nom à Sarnath dans l'Uttar Pradesh.

Shreyansanath appelé aussi Shreyamsanatha ou Shreyamsa est le onzième Tirthankara, le onzième Maître éveillé du jaïnisme de notre époque. Il est né à Simhapuri près de Varanasi dans l'Uttar Pradesh, en Inde. Sa famille régnait sur un royaume; Shreyansanath après avoir connu les fastes de la vie de prince devint ascète, et, il a atteint le nirvana au Mont Sammeda dans l'état du Jharkhand. Son symbole est le rhinocéros.